# Caso Wright contra Arkansas
El caso Wright contra Arkansas es un caso sobre el matrimonio igualitario presentado ante la Corte Suprema de Arkansas. Un juez del tribunal de circuito del estado declaró inconstitucional la prohibición del matrimonio entre personas del mismo sexo establecida en la Constitución de Arkansas. Posteriormente, aclaró que su decisión también se aplicaba a las leyes estatales que impedían permitir o reconocer este tipo de matrimonios. La Corte Suprema del estado suspendió la sentencia el 16 de mayo de 2014, aunque se emitieron aproximadamente 450 licencias de matrimonio entre personas del mismo sexo antes de que la suspensión entrara en vigor.

## Historia

### Trasfondo
El 2 de julio de 2013, un grupo de parejas del mismo sexo presentó una demanda estatal impugnando la definición de matrimonio de la Enmienda 83 de la Constitución de Arkansas y su denegación de reconocimiento a las uniones entre personas del mismo sexo establecidas en otras jurisdicciones. La demanda nombraba como demandados a nueve funcionarios estatales y a varios secretarios de condado. Alegaban violaciones de sus derechos a la privacidad, el debido proceso y la igualdad ante la ley, así como el incumplimiento de la cláusula de plena fe y crédito. Tras la incorporación de más demandantes, el grupo pasó a estar conformado por 20 parejas.
Wright contra Arkansas fue asignado al juez de circuito estatal Chris Piazza. El caso superó una moción de desestimación el 12 de diciembre de 2013. El 26 de febrero de 2014, las parejas demandantes presentaron una moción de juicio sumario. Al concluir los alegatos orales el 17 de abril, el juez Piazza anunció su intención de emitir un fallo en un plazo de dos semanas.

### Sentencia del tribunal de circuito
El 9 de mayo de 2014, el juez Piazza dictó sentencia en el caso Wright contra Arkansas, concediendo la moción del acusado de juicio sumario y anulando la prohibición del matrimonio igualitario en Arkansas. Escribió: «La exclusión de las parejas del mismo sexo del matrimonio sin fundamento racional viola el derecho fundamental a la privacidad y la igualdad de protección. [...] La diferencia entre familias heterosexuales y homosexuales reside en la privacidad de sus hogares». El juez Piazza no respondió a una moción inicial para suspender la implementación de su decisión.
El día siguiente, 10 de mayo, era sábado y las oficinas del condado suelen estar cerradas, pero varias secretarías estaban abiertas porque Arkansas se encontraba en el período de votación anticipada para las próximas primarias. La primera licencia de matrimonio igualitario se emitió esa mañana en Eureka Springs. El lunes 12 de mayo, más condados, incluido el más poblado del estado, Pulaski, que incluye Little Rock, comenzaron a emitir licencias.

### Apelación y suspensión
El fiscal general McDaniel presentó una apelación contra la sentencia el 10 de mayo y, el 12 de mayo, presentó una petición de suspensión de emergencia ante la Corte Suprema estatal. n la solicitud, los acusados estatales señalaron que la Corte Suprema de los Estados Unidos había emitido una suspensión en el caso Herbert contra Kitchen e instaron al tribunal a seguir dicho precedente. Un grupo de secretarios de condado de Arkansas también presentó una solicitud de suspensión, alegando que, si bien el fallo de Piazza anuló la prohibición constitucional estatal de las relaciones entre personas del mismo sexo, no abordó la prohibición legal estatal, lo que generó confusión e incertidumbre.
Las parejas demandantes respondieronrespondieron, argumentando que la solicitud de suspensión de los acusados era prematura porque el tribunal de circuito aún no había actuado sobre la suspensión inicial, y que cualquier confusión para los secretarios debía resolverse mediante una moción para aclarar y corregir la orden inicial, no mediante una suspensión. En cuanto a la apelación, los acusados argumentaron que, si bien la orden del juez Piazza les concedió una sentencia declarativa, no abordó la cuestión de la medida cautelar, por lo que no era una orden definitiva y no podía ser apelada.
El 14 de mayo de 2014, la Corte Suprema de Arkansas determinó que la orden del juez Piazza no era definitiva y, por lo tanto, carecía de jurisdicción para escuchar la apelación, la cual consideró prematura. La Corte negó la solicitud de suspensión, señalando que la orden del tribunal de circuito mantenía vigente la prohibición estatutaria del matrimonio igualitario en Arkansas, conforme al Código de Arkansas, § 9-11-208(b).

### Aclaración del tribunal de circuito
Una vez que la Corte Suprema de Arkansas notó que la orden del juez Piazza no se refería a la prohibición estatal del matrimonio igualitario, todos los secretarios de condado del estado dejaron de emitir licencias de matrimonio a parejas del mismo sexo. El 15 de mayo, la fiscalía de Wright presentó una moción de aclaración de la sentencia ante el juez Piazza. Los demandados no se opusieron a la aclaración, sino que solicitaron una orden definitiva y renovaron su solicitud de suspensión.
El juez Piazza emitió su orden aclaratoria ese mismo día. En ella, criticó a la defensa por apelar el caso ante la Corte del estado en un día inhábil, en violación de las normas judiciales. El juez declaró: «La intención de la Orden es y fue conceder la Moción de Sentencia Sumaria de los Demandantes sin excepción y en cuanto a todas las medidas cautelares solicitadas en ella», y otorgó a las parejas del mismo sexo una orden judicial permanente que impide al estado aplicar la prohibición constitucional del matrimonio igualitario, así como la derogación de «todas las demás leyes y reglamentos estatales y locales» que van contra este.

## Decisión de la Corte Suprema
El 16 de mayo, la Corte Suprema del estado suspendió la sentencia del juez Piazza mientras se resolvía la apelación, impidiendo la emisión de licencias de matrimonio adicionales a parejas del mismo sexo. El 6 de agosto, la oficina del Fiscal General solicitó a la corte suspender los procedimientos mientras se resolvía el caso Herbert contra Kitchen, señalando que las autoridades de Utah acababan de pedir a la Corte Suprema de EE. UU. que revisara ese caso, en el que el Tribunal de Apelaciones del Décimo Circuito había declarado inconstitucional la prohibición del matrimonio entre personas del mismo sexo en Utah.
El 4 de agosto, las parejas demandantes solicitaron que cualquier juez de la Corte Suprema que estuviera buscando la reelección se recusara del caso. Citaron una resolución de la legislatura estatal que instaba a la corte a mantener la prohibición estatal, así como comentarios de legisladores que decían que los votantes deberían poder destituir a los jueces como “tácticas de intimidación”. La corte negó la solicitud el 4 de septiembre.
La corte estatal nunca emitió una opinión antes de que la Corte Suprema de los Estados Unidos declarara en el caso Obergefell contra Hodges que la Constitución garantiza el derecho al matrimonio a las parejas del mismo sexo. Ese mismo día, se desestimó la apelación en el caso Wright.
El 11 de noviembre de 2015, el exjuez Donald Corbin, uno de los jueces originales que escucharon el caso, reveló que la Corte había votado 5–2 para anular la prohibición estatal del matrimonio en 2014. Pero por razones no declaradas, la sentencia nunca fue emitida. En cambio, la corte esperó a que la Corte Suprema resolviera otro caso sobre el mismo tema y desestimó Wright por quedar sin objeto.